# María Guadalupe Sánchez Magaña
María Guadalupe Sánchez Magaña (Ciudad de México, 4 de agosto de 1995) es una corredora de fondo mexicana. Forma parte de la delegación mexicana en los Juegos Olímpicos de Río de Janeiro 2016.

## Carrera deportiva
En el Encuentro Internacional de Marcha de Chihuahua de 2014 obtuvo medalla de oro con tiempo de 48:47. Obtuvo su pase a los Juegos Olímpicos de Río de Janeiro 2016 al conseguir un tiempo de 1:31:31 en el XXX Gran Premio Cantones de La Coruña.

## Récords personales
| Prueba                 | Tiempo   | Lugar     | Fecha      |
| ---------------------- | -------- | --------- | ---------- |
| 5 000 metros (marcha)  | 48:47    | Chihuahua | 22-2-2014  |
| 10 000 metros (marcha) | 49:47.04 | Eugene    | 23-07-2014 |
| Marcha 10 kilómetros   | 45:08    | La Coruña | 28-05-2016 |
| Marcha 20 kilómetros   | 1:31:31  | La Coruña | 28-05-2016 |